# Кармирелли, Пина
Пина Кармирелли (итал. Pina Carmirelli, настоящее имя Джузеппина; 23 января 1914, Варци — 27 февраля 1993, Капена) — итальянская скрипачка.
Окончила Миланскую консерваторию (1937), ученица Микеланджело Аббадо. С 1941 года преподавала в римской Национальной академии Санта-Чечилия. Выйдя замуж за виолончелиста Артуро Бонуччи, выступала вместе с ним в 1950-е годы в составе сперва Квинтета имени Боккерини, а затем Квартета Кармирелли — оба состава специализировались в особенности на творчестве Луиджи Боккерини, исследовательницей которого выступала Кармирелли, подготовившая также новое издание его инструментальных сочинений. В 1977—1986 годах — первая скрипка и художественный руководитель камерного оркестра I Musici. С 1979 года также первая скрипка Квинтета имени Форе. Много гастролировала в США, постоянно участвуя в музыкальном фестивале Марлборо; много играла дуэтом с Рудольфом Сёркином.
В 1986 году стала первым лауреатом Премии Святого Михаила, учреждённой в Триесте.